# Microhyla mixtura
Microhyla mixtura és una espècie de granota de la família dels microhílids. Es troba al centre de la Xina, a les províncies de Shaanxi, Sichuan, Guizhou, Hubei, Zhejiang i Anhui, entre els 100 i 1.700 metres d'altitud. Probablement té una distribució més àmplia, sobretot en les àrees en què ha estat citada. És una espècie comuna.
Habita en prats en zones muntanyoses, prop de rierols. Es reprodueix en basses i en camps d'arròs. La degradació de l'hàbitat degut a l'ús de pesticides és la seva major amenaça.